# Trädgårdens Michelangelo
Trädgårdens Michelangelo (The Master Landscapist) är en Disneyserie skapad av Don Rosa.
Den handlar om hur Kalle Anka tycks ha funnit ett yrke han verkligen behärskar. Som trädgårdsdesigner är han berömd och får snart ett stort jobb. I vanlig ordning får Kalle storhetsvansinne och katastrofen närmar sig.
Serien har bland annat publicerats i Kalle Anka & C:o nr 46 1990.